# Museu Bielorrusso da Grande Guerra Patriótica
O Museu Bielorrusso da Grande Guerra Patriótica (em bielorrusso: Беларускі дзяржаўны музей гісторыі Вялікай Айчыннай вайны) é um museu localizado em Minsk, na Bielorrússia.
A concepção de um museu que comemorava a guerra germano-soviética após o fim da ocupação nazista surgiu mesmo antes do encerramento da guerra. O museu abriu pela primeira vez pouco depois da libertação de Minsk dos invasores nazistas, em 25 de outubro de 1944, tornando-se o primeiro museu da Segunda Guerra Mundial a abrir durante o curso da guerra. O museu se mudou para sua localização atual em 1966.
O museu tem 24 salas de exposição. Em 2012, havia 142.676 itens na coleção do museu.

Os funcionários do museu também se envolvem em pesquisas históricas: áreas particulares incluem bielorrussos no Exército Vermelho, atividade local anti-fascista e partidária e história do campo de extermínio de Auschwitz.